# Sergi Darder
Sergi Darder Moll (* 22. Dezember 1993 in Artà) ist ein spanischer Fußballspieler. Der zentrale Mittelfeldspieler steht bei RCD Mallorca unter Vertrag.

## Karriere

### Verein
Darder spielte in der Jugend für den CD Manacor und ging anschließend zu Espanyol Barcelona. In der Saison 2011/12 spielte er für die B-Mannschaft des Vereins, bevor er zum FC Málaga wechselte. Dort spielte Darder auch zunächst ein Jahr für die B-Auswahl und wurde dann zur Saison 2013/14 in die erste Mannschaft hochgezogen. Am 17. August 2013 debütierte er bei der 0:1-Niederlage beim FC Valencia in der Primera División. Sein erstes Tor erzielte er am 31. März 2014 bei Betis Sevilla zum 2:1-Endstand in der 88. Minute.
Zur Saison 2015/16 wechselte Darder für zwölf Millionen Euro zu Olympique Lyon in die französische Ligue 1. Ende August 2017 wurde er bis Saisonende an seinen ehemaligen Verein Espanyol Barcelona verliehen und anschließend von diesem wieder fest verpflichtet. Im Sommer 2023 verließ er Barcelona und wechselte zu RCD Mallorca.

### Nationalmannschaft
Darder nahm im Mai 2010 mit der spanischen U17-Nationalmannschaft an der U17-Europameisterschaft in Liechtenstein teil. Dort kam er in vier Spielen zum Einsatz und scheiterte mit der Mannschaft im Finale an England. 2011 spielte er zweimal für die U18-Auswahl. Am 14. November 2013 debütierte Darder beim 6:1-Sieg gegen Bosnien und Herzegowina für die U21-Nationalmannschaft.

## Erfolge
- 2. Platz bei der U17-Europameisterschaft: 2010
- Spanischer Zweitligameister und Aufstieg in die Primera División: 2020/21 (Espanyol Barcelona)